# ルミナスアークシリーズ
ルミナスアークシリーズは、マーベラスエンターテイメントより発売されているシミュレーションRPGのシリーズである。

## 概要
2007年2月8日に『ルミナスアーク』をリリース。開発を担当したイメージエポックにとっては自社で開発を手掛けた初めてのゲーム作品であり、新規IPながら約11万本のセールスを記録、以後シリーズとして展開していくこととなった。
キャラクターの魅力を重視した内容がシリーズ最大の特徴となっている。ゲームは主にSLGパートとADVパートの2つで構成されており、SLGパートで戦闘を行い、ADVパートで行動や会話選択をしていくことで物語が進行する。ADVパートにはイベントCGなどが盛り込まれているほか、キャラクターの声には人気声優を多数起用している。
『ルミナスアーク3 アイズ』までは開発のイメージエポックとともに、キャラクターデザインを柴乃櫂人が、 サウンドプロデュースを光田康典が担当している。
『3』以降は長らくシリーズタイトルがリリースされていなかったが、2014年に約5年ぶりとなる新作タイトル『ルミナスアーク インフィニティ』が発表された。同作品では開発にFELISTELLA、キャラクターデザインに切符、サウンドプロデュースにベイシスケイプと、制作陣が『3』以前のものから一新されている他、プラットフォームもSCE系ハード（PlayStation Vita）へと変更されている。

## 世界観
作品ごとに中心となる土地は異なるが、騎士や魔女・魔法使いが存在するファンタジー世界が舞台となっており、第1作・第2作では特に魔女の存在がクローズアップされている。
他に、マスコットキャラクターとして「コピン」と呼ばれる生物が登場しており、本編の進行に合わせて彼らのショートストーリーが展開するようになっている。
また、インフィニティを含む４シリーズの共通点（伝統）として、女性キャラクターのバストのカップサイズが公開されており、本シリーズの売りの一つとなっている。

## 作品

### 本編
| 作品名                 | 発売日         | 機種           |
| ---------------------- | -------------- | -------------- |
| ルミナスアーク         | 2007年2月8日   | ニンテンドーDS |
| ルミナスアーク2 ウィル | 2008年5月15日  | ニンテンドーDS |
| ルミナスアーク3 アイズ | 2009年12月10日 | ニンテンドーDS |

### 外伝
| 作品名                        | 発売日         | 機種       |
| ----------------------------- | -------------- | ---------- |
| ルミナスアーク ドリームキュア | 2008年11月20日 | 携帯アプリ |

### 新シリーズ
| 作品名                        | 発売日       | 機種             |
| ----------------------------- | ------------ | ---------------- |
| ルミナスアーク インフィニティ | 2015年8月6日 | PlayStation Vita |

#### Webラジオ
『ルミナスアーク インフィニティ 詩と願いで紡ぐラジオ』のタイトルで音泉、HiBiKi Radio Stationにて2015年4月2日から7月30日まで配信されたWebラジオ番組。不定期更新。パーソナリティはアクア役の芹澤優が務める。

##### ゲスト
- 第1回（2015年4月2日）：悠木碧（ジォーカー役）
- 第2回（2015年5月3日）：大橋彩香（ラナ役）
- 第3回（2015年6月4日）：内田彩（カスミ役）
- 第4回（2015年7月9日）：伊藤かな恵（アルト役）、佐藤聡美（ソプラ役）
- 第5回（2015年7月30日）：伊藤かな恵、佐藤聡美